# Phloeopora concolor
Phloeopora concolor är en skalbaggsart som först beskrevs av Ernst Gustav Kraatz 1856.  Phloeopora concolor ingår i släktet Phloeopora, och familjen kortvingar. Arten är reproducerande i Sverige.